# Sinostega pani
Sinostega pani és una espècie de tetràpode extint del Devonià superior de la Xina.
Se'n trobà un fòssil al nord-oest de la Xina: es tractava d'un fragment de maxil·lar inferior d'uns set centímetres de longitud. És el primer tetràpode del Devonià trobat a Àsia.